# ميكاه بي هينسون
ميكاه بي هينسون (بالإنجليزية: Micah P. Hinson)‏ هو مغن مؤلف أمريكي، ولد في 3 فبراير 1981 في ممفيس في الولايات المتحدة.

## وصلات خارجية
- الموقع الرسمي
- ميكاه بي هينسون على موقع IMDb (الإنجليزية)
- ميكاه بي هينسون على موقع ميوزك برينز (الإنجليزية)
- ميكاه بي هينسون على موقع أول ميوزيك (الإنجليزية)
- ميكاه بي هينسون على موقع ديسكوغز (الإنجليزية)